# МАЗ-6501
МАЗ-6501 — семейство белорусских крупнотоннажных грузовых автомобилей четвертого поколения автомобилей МАЗ, выпускающихся на Минском автомобильном заводе с 2008 года. Являются преемниками автомобилей-самосвалов предыдущего поколения МАЗ-5516 и выпускаются параллельно с ними.

## Особенности
МАЗ-6501 производится со схемой «кабина над двигателем» и колёсной формулой 6х4. Предназначается для перевозки сыпучих и навалочных грузов по дорогам с твёрдым покрытием, в том числе из булыжника и щебня, и по грунтовым дорогам. Грузоподъёмность — 20...23 тонн. Мощность двигателей составляет от 250 до 435 л. с. Сам автомобиль производится под видом шасси, самосвала и самосвала-зерновоза.

## Модификации
- МАЗ-650108 — зерновоз с двигателем ЯМЗ-7511.10 (Евро-2) мощностью 400 л. с.
- МАЗ-6501А5 — самосвал с двигателем ЯМЗ-6582.10 (Евро-3) мощностью 330 л. с.[2]
- МАЗ-6501А8 — зерновоз с двигателем ЯМЗ-6581.10 (Евро-3) мощностью 400 л. с.[3]
- МАЗ-6501А9 — зерновоз с двигателем ЯМЗ-650.10 (Евро-3) мощностью 412 л. с.[4]
- МАЗ-6501В5 — самосвал с двигателем ЯМЗ-536.10 (Евро-4) мощностью 312 л. с.
- МАЗ-6501В9 — самосвал с двигателем ЯМЗ-651.10 (Евро-4) мощностью 412 л. с[5].
- МАЗ-6501М7 — самосвал с двигателем Mercedes-Benz OM 470[6]
- МАЗ-6501H9 — самосвал с двигателем ЯМЗ-652.10 (Евро-4) мощностью 420 л. с.
- МАЗ-650119 — зерновоз с двигателем Mercedes Benz OM 501LA (Евро-4) мощностью 435 л. с.
- МАЗ-6501E9 — зерновоз с двигателем Mercedes-Benz OM 501LA (Евро-5) мощностью 435 л. с.[7]
- МАЗ-6516 — самосвал на основе МАЗ-6501 с колёсной формулой 8х4. грузоподъемностью до 35 тн.